# Ho (Gana)
Ho je grad u Gani, glavni grad regije Volta i sjedište distrikta Ho. Nalazi se na jugoistoku zemlje, 17 km zapadno od granice s Togom, u dolini između planina Mount Adaklu i Mount Galenukui. Atlantik je udaljen oko 90 km.
Područje je do Prvog svjetskog rata, kada su ga okupirali Britanci, bilo dijelom njemačke kolonije Togolanda. Kasnije je ušlo u sastav britanske kolonije Zlatne obale, a od 1957. je dijelom Gane.
U gradu se održava veliki sajam, koji privlači brojne trgovce iz Toga i Gane.
Prema popisu iz 2000. godine, Ho je imao 61.658 stanovnika. Većinu stanovništva čine pripadnici naroda Ewe.
Godine 2020. separatisti su proglasili grad za prijestolnicu Zapadnog Toga.

## Vanjske poveznice
- Muzej u Hou  Arhivirana inačica izvorne stranice od 11. prosinca 2010. (Wayback Machine) (engl.)(njem.)